# Eric Gordon (germanista)
Eric Valentine Gordon (Salmon Arm, 14 febbraio 1896 – Manchester, 1938) è stato un germanista, traduttore e filologo canadese, docente presso le università di Leeds e di Manchester, specializzato nello studio delle lingue germaniche antiche e curatore di testi medievali.

## Biografia
Gordon nacque il giorno di San Valentino del 1896, nella provincia nordamericana della Columbia Britannica; sua madre era un'insegnante scozzese di fede presbiteriana.
Studiò dapprima al Victoria College e in seguito presso l'Università McGill. Nel 1915 fu uno degli otto studenti canadesi ad ottenere una borsa di studio speciale (Rhodes Scholarship), che gli permise di svolgere un periodo formativo presso l'University College di Oxford. Durante la prima guerra mondiale si arruolò nel corpo della Canadian Field Artillery (1916), ma fu messo in congedo per motivi di salute. Lavorò comunque per i ministeri canadesi del Servizio Nazionale e dell'Alimentazione.
Ritornò ad Oxford tre anni dopo (1919), conseguendo successivamente in seconda classe il Bachelor of Arts (1920), in parte sotto la guida di J. R. R. Tolkien. Proseguì nella stessa università un percorso per ottenere un altro titolo (Bachelor of Letters), ma lo accantonò al momento della sua nomina presso il Dipartimento d'Inglese dell'Università di Leeds (1922). Quando Gordon arrivò a Leeds, Tolkien annotò nel suo diario: «Eric Valentine Gordon vi si è stabilito saldamente, ed è il mio più caro e devoto amico.».
Gordon lavorò a Leeds dal 1922 al 1931, introducendo in questo ateneo l'insegnamento dell'antico norreno e poi dell'islandese moderno. Nel mentre scrisse il suo saggio An Introduction to Old Norse (1927) aiutato dall'amico Tolkien, che lavorò qui (Leeds) dal 1920 al 1925, che aveva già collaborato con lui all'edizione comune di Galvano e il Cavaliere verde (pubblicato nel 1925).
Gordon fu promosso professore di lingua inglese nel 1926 dopo la partenza di Tolkien e supervisionò l'acquisizione del fondo librario di Bogi Thorarensen Melsteð, rendendo così la Biblioteca universitaria di Leeds una delle più capienti del mondo avente una collezione di opere islandese. Di conseguenza, per i suoi servizi alla cultura islandese, Gordon fu nominato Cavaliere dell'Ordine Reale Islandese del Falco nel 1930.
Tolkien e Gordon organizzarono un circolo letterario (Viking Club) aperto a docenti e studenti dentro al quale si passava il tempo bevendo birra, leggendo saghe germaniche e realizzando canti originali in anglosassone. Una raccolta di questi componimenti fu pubblicata in una raccolta con il titolo Songs for the Philologists, ma la maggior parte delle edizioni di questa stampa andò distrutta a causa di un incendio. Si dice che ne siano sopravvissute all'incirca 14 copie.
Gordon fu anche membro della Yorkshire Dialect Society.  Tra i suoi discenti a Leeds si ricordano: lo studioso Albert Hugh Smith; J. A. Thompson, traduttore del classico Gente indipendente, scritto dal premio Nobel Halldór Laxness; e Ida Lilian Pickles, con la quale si sposò nel 1930. Insieme ebbere quattro figli (la maggiore dei quali, Bridget Mackenzie, seguì le passioni genitoriali tenendo conferenze sul norreno all'Università di Glasgow); Tolkien compose per il loro matrimonio un poema di lode all'inglese antico (Brýdleop), utilizzando un verso norreno (il drottkvætt).
Nel 1931 Gordon fu trasferito, sempre come insegnante di lingua inglese e filologia germanica, alla Victoria University of Manchester, dove la sua ricerca si concentrò sull'antico e medio inglese. Qui ebbe come studente Arnold Rodgers Taylor . Scomparve inaspettatamente nel 1938, per complicazioni dovute ad un'operazione per rimuovere i calcoli biliari. Dopo la sua morte, la vedova di Gordon, Ida, assunse una serie di incarichi di insegnamento a Manchester, terminando e pubblicando postume alcune opere del marito, prima di ritirarsi nel 1968.

## Pubblicazioni
Un'ampia bibliografia delle pubblicazioni di Gordon è disponibile in Tolkien the Medievalist, a cura di Jane Chance (Londra, Routledge, 2003, pp. 273–274).
Nel 2014, la Biblioteca Brotherton dell'Università di Leeds acquistò dalla figlia maggiore di Gordon, Bridget Mackenzie, una raccolta di lettere scritte tra i suoi genitori e Tolkien. In seguito fornì i libri di Ida ed Eric Gordon alla Biblioteca universitaria di Saint Andrews.

### Libri
- 1925 Sir Gawain and the Green Knight, co-edited with J. R. R. Tolkien, Oxford University Press, 211 pp.; Revised edition 1967, Oxford, Clarendon Press, 232 pp.;
- 1927 An Introduction to Old Norse, Revised edition 1956, revised by A. R. Taylor; Reprinted 1981, Oxford University Press, USA; 2nd edition;
- 1937 The Battle of Maldon;
- 1953 Pearl;

### Articoli e appunti
- 'Scandinavian Influence in Yorkshire Dialects', Transactions of the Yorkshire Dialect Society, 4.24 (1923), 5-22;
- 'Philology: General Works', in The Year's Work in English Studies, 1922, ed. by Sidney Lee and F. S. Boas (London: Oxford University Press, 1924), 18-24;
- 'The Date of Hofuðlausn', Proceedings of the Leeds Philosophical and Literary Society: Literary and Historical Section, 1 (1925), 12-14;
- and A. H. Smith, 'The River Names of Yorkshire', Transactions of the Yorkshire Dialect Society, 4.26 (1925), 5-30;
- 'Old English Studies', in The Year's Word in English Studies, 1924, ed. by F. S. Boas and C. H. Herford (London: Oxford University Press, 1926), 66-77;
- 'Middle English', in The Year's Word in English Studies, 1924, ed. by F. S. Boas and C. H. Herford (London: Oxford University Press, 1926), 78-98;
- 'Scarborough and Flamborough', Acta Philologica Scandinavica, 1 (1926–27), 320-23;
- 'Old English Studies', in The Year's Word in English Studies, 1925, ed. by F. S. Boas and C. H. Herford (London: Oxford University Press, 1927), 67-82;
- 'The Traditions of Kormáks saga’, Transactions of the Philological Society (1931-32), 39-67;
- 'The University of Iceland', Universities Review, 5 (1932), 26-30;
- 'Introduction', The Saga of Hrolf Kraki, trans. by Stella M. Mills (Oxford: Blackwell, 1933), vii-xii;
- and C. T. Onions, 'Notes on the Text and Interpretation of Pearl’, Medium Ævum, 1.2 (September 1932), 126-36, 2.3; (October 1933), 165-88;
- Wealhþeow and Related Names, Medium Ævum, 4.3 (September 1935), 169-75;
- 'The Date of Æthelred's Treaty with the Vikings: Olaf Tryggvason and the Battle of Maldon', Modern Language Review, 32.1 (January 1937), 24-32;
- and Eugène Vinaver, 'New Light of the Text of the Alliterative Morte Arthure’, Medium Ævum, 6.2 (June 1937), 81-98
- 'On Hrafnkels saga Freysgoða’, Medium Ævum, 8.1 (February 1939), 1-32;

### Scritti autoriali e traduzioni
- 'The Lay of Attila', Microcosm, 7.4 (Winter 1922), 22-25;
- 'A Ballad of Tristram', Gryphon, 4.3 (December 1922), 94 (repr. in Leeds University Verse, 1914-1924, ed. by the English School Association (Leeds: Swan Press, 1924);
- 'The Lay of Thrym', Microcosm, 7.3 (autumn 1922), 3-5;
- 'The Lay of Wayland', Microcosm, 8.3 (autumn 1923), 20-23;
- 'A Skald's Impromptu', in A Northern Venture: Verses by Members of the Leeds University English School Association (Leeds: Swan Press, 1923), 6;
- 'They Sat There', in A Northern Venture: Verses by Members of the Leeds University English School Association (Leeds: Swan Press, 1923), 7;
- 'Sú klukka heljar' and 'When I'm Dead', in Songs for the Philologists, with J. R. R. Tolkien et al. (London: Department of English and University College, 1936), pp. 16, 26;
- trans., Scandinavian Archaeology, by Haakon Shetelig and Hjalmar Falk (Oxford: Clarendon Press, 1937);